# 阿默兰县
阿默兰县（德語：Landkreis Ammerland）位于德国下萨克森州的西北部，首府韦斯特施泰德。韦斯特施泰德于1977年5月28日被授予城市地位，此前阿默兰县是德国特殊的境内没有城市的县。阿默兰县的县名来自古日耳曼语的词根，意思是“沼泽地”。

## 地理
阿默兰县的西边是莱尔县，北边是弗里斯兰县，东边是韦塞马施县和不律属县的城市奥尔登堡，南边是奥尔登堡县和克洛彭堡县。阿默兰县位于北德平原上，地势平坦。

## 经济
过去这里的居民以开采泥炭为生。今天这里有许多苗圃，杜鹃花是主要作物之一。
旅游业集中在一个内陆湖周围，主要以疗养和修养为主。县东部的拉斯泰德以骑马运动著称。2006年在这里举行马撬等世界冠军赛。埃德韦希特镇以食品工业为主，其中包括奶制品和生肉加工。

## 政治

### 县议会

2006年县议会席位分布

2001年县议会席位分布

在上两次选举中议会席位分布分别为：
| 党派      | 2006年9月10日    | 2006年9月10日    | 2006年9月10日    | 2001年9月9日     | 2001年9月9日     | 2001年9月9日     | 1996     | 1991     |
| 基民联    | 38.3 %           | 54,221           | 18席             | 39.4 %           | 57,451           | 18席             | 19席     | 17席     |
| 社民党    | 32.4 %           | 45,913           | 15席             | 36.2 %           | 52,681           | 17席             | 17 Sitze | 17 Sitze |
| 自民党    | 11.9 %           | 16,898           | 5席              | 8.7 %            | 12,653           | 4席              | 3席      | 5席      |
| 绿党      | 8.0 %            | 11,286           | 4 Sitze          | 7.4 %            | 10,730           | 3 Sitze          | 4 Sitze  | 3 Sitze  |
| 选民组    | 6.5 %            | 9,228            | 3席              | 8.4 %            | 12,134           | 2席              | 4席      | 1席      |
| 2号选民组 | 0.9 %            | 1,276            | –                | –                | –                | –                | –        | –        |
| 自由选民  | 0.8 %            | 1,118            | –                | –                | –                | –                | –        | –        |
| 3号选民组 | 1.2 %            | 1,741            | 1席              | –                | –                | 2席              | –        | –        |
| 家庭党    | –                | –                | –                | 0.1 %            | 124              | –                | –        | –        |
| 投票率    | 92,972人中49,470 | 92,972人中49,470 | 92,972人中49,470 | 87,599人种50,687 | 87,599人种50,687 | 87,599人种50,687 | –        | –        |
| 投票率    | 53.2 %           | 53.2 %           | 53.2 %           | 57.9 %           | 57.9 %           | 57.9 %           | 65.0 %   | 68.4 %   |

基民联、自民党和选民组组成一个联合政府。

## 行政区划
阿默兰县分六个镇：
- 韋斯特施泰德
- 亞彭
- 巴特茨維申安
- 埃德韋希特
- 拉施泰德
- 維弗爾施泰德

## 交通
两条铁路通过阿默兰县，一条是1867年建造的奥登堡至威廉港的铁路。另一条是两年后建成的奥登堡至莱尔的铁路。
由于县府韦斯特施泰德的位置比较偏僻，没有铁路连接，因此1876年县政府决定建造一条窄轨铁路。1904年该铁路改为标准轨距。
1908年这条铁路继续延伸到克洛彭堡。2006年前这条铁路已经长期停止运行了。从2006年开始这里定期有一次博物馆列车运行。
在最兴盛的时候阿默兰县境内共有三条铁路线，全长86千米。目前支线已经不再做旅客服务使用了，剩下的两条主线在境内全长52千米。在这两条铁路上共有四个火车站可以使用。
阿默兰县的铁路和公共汽车使用统一的车票。目前县内有九路公共汽车和两路夜班车。

## 体育
阿默兰县内有多个射击俱乐部。